# عراق در المپیک
عراق اولین بار در بازی‌های المپیک ۱۹۴۸ شرکت کرد. این کشور در بازی‌های المپیک ۱۹۵۲ غایب بود و در بازی‌های المپیک ۱۹۵۶ به‌دلیل مخالفت با بحران سوئز این بازی‌ها را تحریم کرد. عراق در بازی‌های المپیک ۱۹۶۰ موفق به کسب مدال برنز در رم شد. پس از شرکت در سه بازی دیگر، در المپیک‌های ۱۹۷۲ و ۹۷۶ برای تحریم رژیم آپارتاید آفریقای جنوبی شرکت نکرد. عراق یکی از کشورهای غیرآفریقایی است که در تحریم بازی‌های ۱۹۷۶ شرکت کرد، کشورهای دیگر شامل افغانستان، آلبانی، برمه (میانمار)، گویانا، سری‌لانکا و سوریه بودند. از سال ۱۹۸۰، عراق در هر المپیک شرکت کرده است.
در تاریخ ۹ آوریل ۲۰۰۳، ساختمان کمیته ملی المپیک عراق در بغداد در جریان غارت‌ها و آتش‌سوزی‌ها آسیب دید. برنامه‌های المپیک عراق به‌سرعت بازیابی شد و این کشور توانست در المپیک آتن ۲۰۰۴ شرکت کند و تیم فوتبال عراق تقریباً موفق به کسب مدال برنز شد، اما در مسابقه مدال برنز از ایتالیا شکست خورد. عراق هیچگاه در بازی‌های المپیک زمستانی شرکت نکرده است.
عراق از زمانی که وارد بازی‌ها شده است، تنها یک مدال کسب کرده است. آنها مدال برنز را در وزنه‌برداری در المپیک تابستانی ۱۹۶۰ به‌دست آوردند.
این کشور از زمان ورود به بازی‌ها توسط کمیته ملی المپیک عراق نمایندگی می‌شود.

## جدول مدال‌ها
| بازی‌ها | ورزشکاران    | طلایی        | نقره‌ای       | برنزی        | جمع          | رتبه         |
| ۱۹۴۸   | ۱۲           | ۰            | ۰            | ۰            | ۰            | -            |
| ۱۹۵۲   | شرکت نکرد    | شرکت نکرد    | شرکت نکرد    | شرکت نکرد    | شرکت نکرد    | شرکت نکرد    |
| ۱۹۵۶   | شرکت نکرد    | شرکت نکرد    | شرکت نکرد    | شرکت نکرد    | شرکت نکرد    | شرکت نکرد    |
| ۱۹۶۰   | ۲۱           | ۰            | ۰            | ۱            | ۱            | ۴۱           |
| ۱۹۶۴   | ۱۳           | ۰            | ۰            | ۰            | ۰            | -            |
| ۱۹۶۸   | ۳            | ۰            | ۰            | ۰            | ۰            | -            |
| ۱۹۷۲   | شرکت نکرد    | شرکت نکرد    | شرکت نکرد    | شرکت نکرد    | شرکت نکرد    | شرکت نکرد    |
| ۱۹۷۶   | شرکت نکرد    | شرکت نکرد    | شرکت نکرد    | شرکت نکرد    | شرکت نکرد    | شرکت نکرد    |
| ۱۹۸۰   | ۴۳           | ۰            | ۰            | ۰            | ۰            | -            |
| ۱۹۸۴   | ۲۳           | ۰            | ۰            | ۰            | ۰            | -            |
| ۱۹۸۸   | ۲۷           | ۰            | ۰            | ۰            | ۰            | -            |
| ۱۹۹۲   | ۸            | ۰            | ۰            | ۰            | ۰            | -            |
| ۱۹۹۶   | ۳            | ۰            | ۰            | ۰            | ۰            | -            |
| ۲۰۰۰   | ۴            | ۰            | ۰            | ۰            | ۰            | -            |
| ۲۰۰۴   | ۲۴           | ۰            | ۰            | ۰            | ۰            | -            |
| ۲۰۰۸   | ۴            | ۰            | ۰            | ۰            | ۰            | -            |
| ۲۰۱۲   | ۸            | ۰            | ۰            | ۰            | ۰            | -            |
| ۲۰۱۶   | ۲۴           | ۰            | ۰            | ۰            | ۰            | -            |
| ۲۰۲۰   | ۳            | ۰            | ۰            | ۰            | ۰            | -            |
| ۲۰۲۴   | ۲۲           | ۰            | ۰            | ۰            | ۰            | -            |
| ۲۰۲۸   | رویداد آینده | رویداد آینده | رویداد آینده | رویداد آینده | رویداد آینده | رویداد آینده |
| ۲۰۳۲   | رویداد آینده | رویداد آینده | رویداد آینده | رویداد آینده | رویداد آینده | رویداد آینده |
| مجموع  | مجموع        | ۰            | ۰            | ۱            | ۱            | ۱۵۱          |

## مدال‌ها بر اساس ورزش
| ورزش           | طلا | نقره | برنز | مجموع |
| -------------- | --- | ---- | ---- | ----- |
| وزنه‌برداری     | ۰   | ۰    | ۱    | ۱     |
| مجموع (۱ ورزش) | ۰   | ۰    | ۱    | ۱     |

## لیست مدال آوران
| مدال | نام            | بازی‌ها | رشته ورزشی | رویداد       |
| ---- | -------------- | ------ | ---------- | ------------ |
| برنز | عبدالوحید عزیز | ۱۹۶۰   | وزنه‌برداری | سبک‌وزن مردان |

## پیوندها
- "عراق". کمیته بین‌المللی المپیک. ۲۹ سپتامبر ۲۰۲۱.
- "عراق". المپیک.کام.
- "تجزیه و تحلیل المپیک/عراق". تحلیلگر المپیا.کام.
- گزارش‌های رسمی المپیک

الگو:National sports teams of Iraq